# RIMFAX

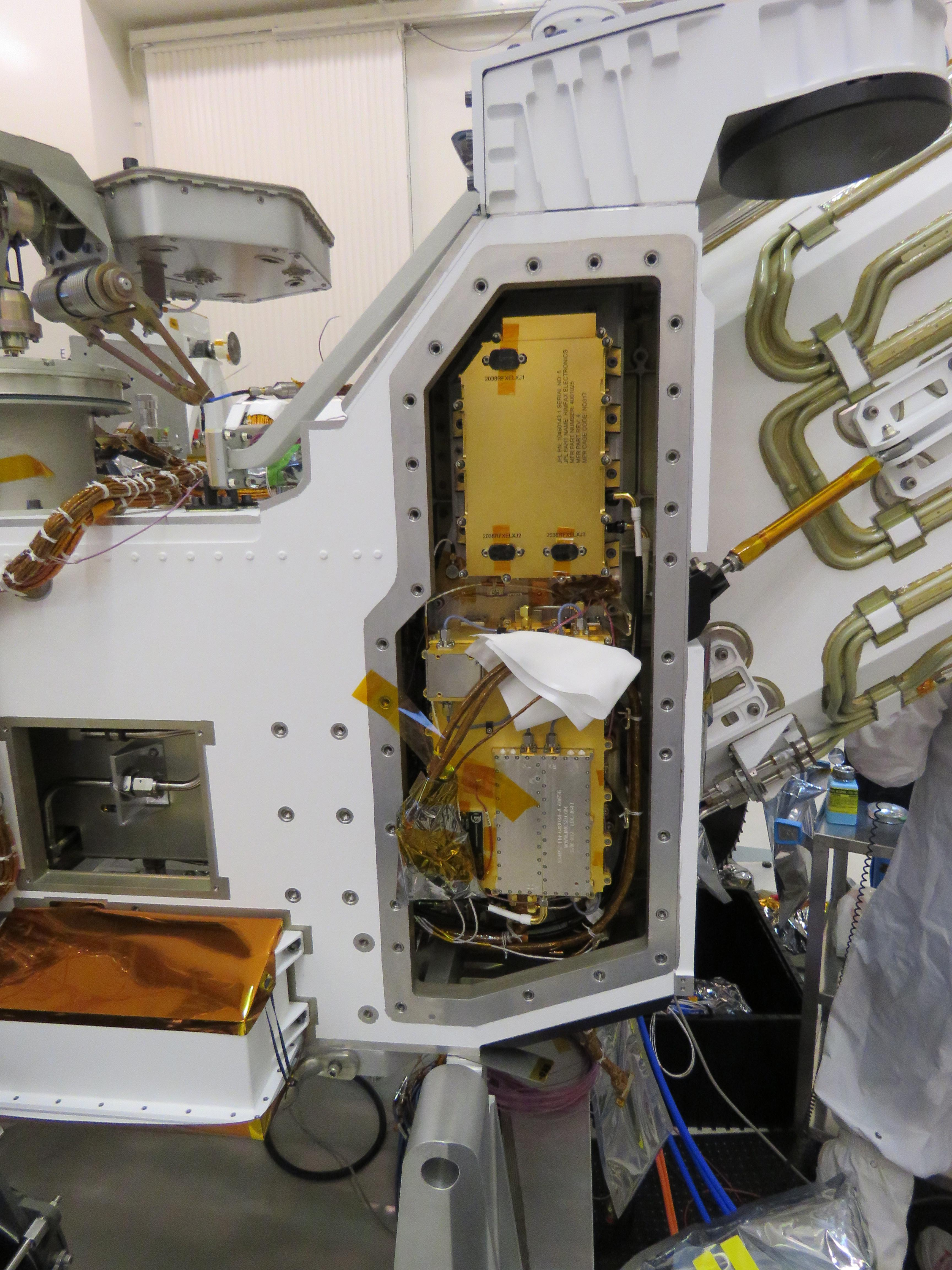
RIMFAXのレーダー映像機器

火星の地表下実験用レーダー映像装置（英語: Radar Imager for Mars' subsurface experiment（ RIMFAX ））は、火星2020ミッションの一部であるNASAのパーサヴィアランスローバーの地中レーダー。レーダー波を使用して、地表下の地質学的特徴の確認を行う。
このデバイスは、埋められた砂丘や溶岩の特徴など、地下の数十メートル/ヤードを検出できる。開発中は、約10ヤード/メートルの検出範囲が対象となり、氷河でのテストは成功した。
RIMFAXの名前は、「faithfully brings the night（忠実に夜をもたらす）」北欧神話の馬、Hrímfaxiに由来している。
レーダーは150〜1200 MHzの無線周波数で動作し、ボウタイのスロットアンテナを使用する。

## 概要
RIMFAXは、地中レーダーアンテナは、パーサヴィアランスローバの下部後方に配置され、さまざまな地表密度、構造層、埋没岩、隕石を画像化し、深さ10 m (33 ft)の地下水氷と塩水を検出する。
地中レーダー（GPR）は、無線周波数の電磁波を地上に送り、反射信号を時間の関数として検出して、地下の構造と組成を明らかにする。RIMFAXは、ノルウェー防衛技術研究機構（FFI）で開発された多数のGPR機器に基づいている。RIMFAXは、2014年7月に火星2020ローバーの機器の1つとしてNASAによって選ばれた。RIMFAXは、科学チームに浅い層とそれらの近くの露頭との層序関係を評価する機能を提供し、したがって地史と関連する環境史への窓を提供する。
RIMFAX機器は、FFIによって開発および製造され、2018年12月にローバーと統合するためにNASAのジェット推進研究所に納入された。火星の1日は24.5時間であるため、RIMFAXの運用は、カリフォルニア大学ロサンゼルス校（UCLA）とオスロ大学（UiO）のセンター間で共有され、2週間ごとに交換される。RIMFAXデータは、NASAの惑星データシステムによってアーカイブされる。 RIMFAXの主任研究者は、FFIのスヴェイン・エリック・ハムランであり、彼のチームには、ノルウェー、カナダ、および米国の科学者が含まれている。

## 仕様
RIMFAXは、ゲート周波数変調連続波（FMCW）波形を使用して、地下をプローブする。ゲート付きFMCWは、送信と受信の両方に単一のアンテナを使用し、送信機と受信機の間でアンテナをすばやく切り替える。RIMFAXは、ローバーの経路に沿って10〜20 cmごとにレーダー探査を取得し、地下構造の2次元GPR画像を作成するように命令される。

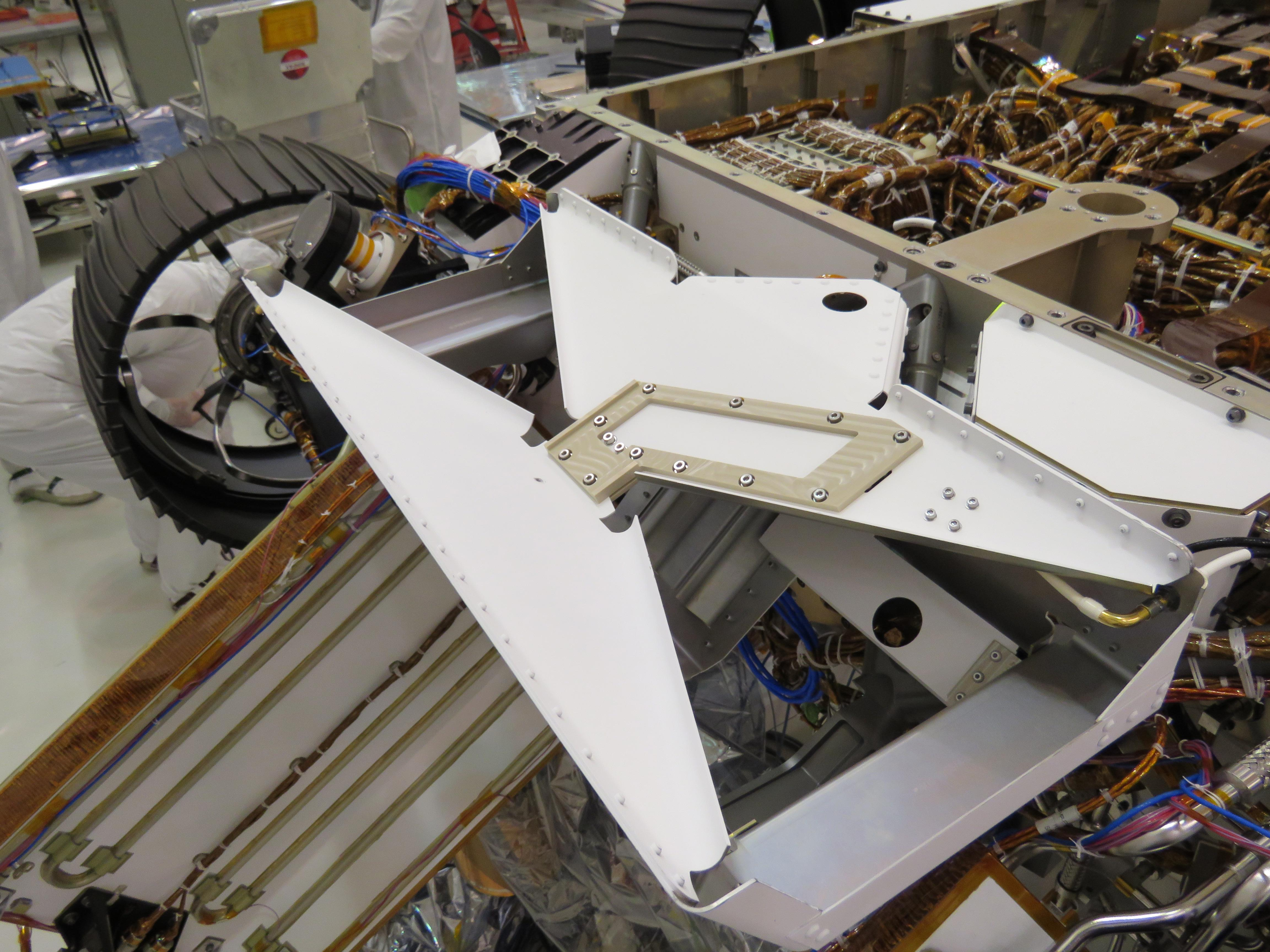
RIMFAXのボウタイスロットアンテナ

| Specifications       | Units/performance                          |
| -------------------- | ------------------------------------------ |
| Mass                 | 3 kg (6.6 lb)                              |
| Power                | 5 to 10 watts                              |
| Dimensions           | 19.6 × 12.0 × 0.66 cm (7.0" × 4.7" × 2.4") |
| Data return          | 5 to 10 kbytes per sounding location       |
| Frequency range      | 150 to 1200 MHz                            |
| Vertical resolution  | 15 cm to 30 cm (6" to 12")                 |
| Penetration depth    | ≤10 m (33 ft)                              |
| Measurement interval | Every 10 cm (3.9 in)                       |

## 発展
RIMFAXのエンジニアリングモデルは、主にスヴァールバル諸島と米国南西部のいくつかの場所でテストされた。モデリングは、オープンソースの電磁シミュレーションツールであるgprMaxを使用して実行され、着陸地点でのイメージングの可能性を評価した。

## 同時代
他の火星レーダー実験には、SHARAD、MARSISおよびWISDOMが含まれる。